# 大冒險家 (電視劇)
《大冒險家》（英語：The Great Adventure）是一部講述香港在1970年代至1990年代歷史變遷，及商人白手興家致富的電視劇，由吳鎮宇、黃子華、陳慧珊、张庭等藝人演出。2005年12月5日至2006年1月22日在亞洲電視本港台播出。

## 故事大綱
只有懷著博愛互助之心的人，才會擁有美麗純真的夢想，得以走進奇妙的旅程，製造奇蹟，創造傳奇，帶給人人歡笑...七十年代末，香港人同處獅子山下，是同舟共濟，放開彼此心中矛盾，理想一起去追的年代。
平凡不過的青年范守望，有一個不平凡的父親—范根，范根身體力行地表現出守望互助的人性光輝，讓范守望也將這信念根深蒂固地植入內心深處。還有，范根的一段段充滿色彩，吊詭得很，卻又滿有希望的有趣經歷，讓范守望對父親添了點神秘敬仰的感覺，可是隨著范守望的成長，對這些所謂有趣經歷，只當是父親為討小孩歡喜而創作的故事。未料到日後，流著父親的血，擁有著父親特質的范守望，同樣會遭遇上無數的奇妙經歷，讓他踏上了傳奇的人生路......為解決父親的債務困難，范守望得鄰居好友陳家明介紹，利用持有英國護照的身份，接受香港一名大商家—于繼光的任務，到越南與他的十六歲女兒于程假結婚，以助于程順利出國，回到香港來。就這樣，越南之行，是范守望不平凡的人生旅程的序幕...
七十年代末的越南，政局混亂，人民百姓生活在鎗林彈雨之中，對於一個過慣安逸生活的香港青年來說，實難想像當中的險要。范守望身陷戰火中，進退維艱，只有勇往直前。為保性命，第一次拾起鎗來向死神搏鬥，終於救得了自己，亦把于程拯救了回來。范守望經過這險死還生的一役後，除了與于程建立了一種微妙的情感關係之外，還與大商家于繼光展開了一段有著挑戰、共存、競爭、互相攻擊的複雜關係。柬埔寨的任務，解決了父親的債務問題，卻留不住突然死亡的父親。范守望與范根父子倆多年來相依為命，一旦失去至愛，范守望頓失了生活的意義。范守望因醉酒而與鄰居好友李的闖下大禍，毀了大批水貨，被有勢力集團脅持著，生命再受威脅。因緣際會，范守望必須再次到柬埔寨去，設法化解這次的危機。似乎是冥冥之中，亡父范根的眷顧，范守望再一次死裡逃生，無恙歸來。事件讓范守望認識了生命中另一個關係微妙的女人~ 葉媚，一個將會取代亡夫，成為有勢力集團的掌舵人。
再次三番的死裡逃生，范守望有了很大的勇氣，這份勇氣讓他不再消沉，重新振作。范守望得陳家明幫忙，加入于繼光的公司做低級職員，打算繼續踏踏實實的生活下去。然而，范守望注定不會走平凡踏實的路。于繼光為了逃過廉政公署的調查，欣賞范守望的膽色，要脅范守望將作為會計的陳家明殺人滅口。范守望做到了，得到葉媚的幫忙，陳家明人間蒸發，幫助于繼光過了個難關。之後，于繼光對范守望信任有加，成為其得力助手。 
八十年代，一個經濟開始起飛的年代。亦是容易利慾薰心，將人性本善的特質蒙蔽的年代。香港股票市場暢旺，人人向好，人人投機，范守望也沒例外，利用于繼光的內幕消息，嘗試投機起來。可是，股票大跌，于繼光生意受挫，出走到台灣，同時累及范守望，令他一無所有之餘，還令他的街坊好友輸掉一生積蓄。范守望最感難過與沮喪，經歷人生的另一個考驗。 亡父范根再一次如感召般，引領范守望北上廣州，找到同父異母的妹妹~ 范開心。除此之外，范守望在這片陌生但感覺熟悉的祖國土地裡，有了新的領悟，建立了夢想，一個要人人開心歡笑的夢想。還有，最重要的是，范守望認識了生命中最重要的人~ 白活。
沒有白活，亦沒有范守望傳奇的一生。在廣州的遭遇，范守望被白活視之為生死之交。白活是一個好食懶惰，只喜歡睡午睡，聽鄧麗君歌聲的簡單快活人，雖然具讀寫障礙，卻潛藏著異於常人的才能，其記憶力，分析力，對數字的敏感度，在往後的日子裡，與抱有夢想，擁有膽色與卓見的范守望，一起創造了香港商界一個個如神話般的奇蹟。儘管經過股票大跌，但是香港人很快地再度爬起，再度努力，齊齊創建了八十年代至九十年代的黃金歲月，讓東方之珠更亮更光。這也是范守望與白活真正成長的重要階段。這時的香港，到處是商機，范守望聯同白活、范開心、李的一起，齊齊創造了廿四小時營業的超級市場，獲得第一次的成功。
于繼光從台灣回港，覬覦與范守望合作的富商~ 柯萬全的家財，設計陷害柯萬全，將柯萬全的家財全吞掉了。過程中，范守望也被于繼光間接累得失去了辛苦賺來的第一桶金。還被誤會與于繼光合謀加害柯萬全，令本來與范守望開展了一段純真的感情破壞了。范守望一生至愛的人~ 柯韻姿，正是柯萬全的女兒。為此，柯韻姿傷心遠嫁到歐洲一小國，成為小國的皇妃。從此，范守望視于繼光第一大仇人，在于繼光身上，學懂了做生意必須要不擇手段。在接著下來投資電腦商城的生意中，范守望便用了一些卑鄙的手段逼走商戶，令電腦商城計劃得以成功。人生的第二次成功，范守望賠上了一直照顧有加的弱智好友黃小強的性命。這次的教訓，讓范守望發誓要真正成功，不可以再耍卑鄙手段。
可是，『我不殺伯仁，伯仁卻為我而死』。范守望與白活在商界的繼續成功，引起于繼光的妒忌，雙方在商業上理應的良性競爭，竟變成為惡意攻擊。范守望一直對同父異母的妹妹范開心懷有情義結，適逢國內銳意在范開心的家鄉發展，願意參予其中，作出貢獻。可是于繼光要插手分一杯羹，利用女助手陶莉娟從中作梗，暗裡破壞，致使范開心在廣州的家鄉村毀人亡。身為孤兒的白活，已視該村為自己的故鄉，對村毀人亡的這個災劫，白活與范開心同樣傷心欲絕。加上在陶莉娟的詭計下，白活與范開心也以為這場災劫是范守望的為利是圖下，間接所造成。故此對范守望失望、摒棄。
白活鍾情陶莉娟，陶莉娟愛的卻是范守望。可是范守望的心仍然繫於已貴為皇妃的柯韻姿。陶莉娟被范守望拒愛，感情受創，隨之而來是因愛成恨。陶莉娟幫助于繼光拆散了范守望與白活這對商界孖寶。接著更將白活的異能發揮至最盡，要白活與范守望相鬥相爭，成為于繼光打擊范守望的最重要的棋子。沒有了白活，范守望如斷了一臂，還要承受千夫所指，親人好友的離棄，令范守望孤獨無助，舉步為艱。然而，范守望是一個遇強愈強的人。在葉媚的幫忙下，查得黃小強的死，村毀人亡的事，一切皆是于繼光背後所做。范守望將仇恨化為力量，明白到要再創高峰，方有能力為死者報仇，打倒于繼光。
范守望並不完全孤獨無援，除了葉媚這紅顏知己，一生中最愛的柯韻姿竟再度出現，以巨額金錢協助范守望重振事業。范守望除了寄望事業再上高峰之外，也希冀著與婚姻失敗的柯韻姿廝守一生。可惜，柯韻姿在一次神秘的車禍之中死了。如流星般，柯韻姿在范守望的生命裡，只是匆匆的過客，然而她燃起了無比璀璨的光芒，照亮范守望的生命。已看透生死的范守望，視痛苦為緞練堅強的最好方法。這種打不死的精神，令從美國回來的于程深受感動。于程與于繼光的父女關係一直受著被棄愛含怨而死的母親的影響，儘管于程想方設法地與于繼光修補關係，可是于繼光並不領情，記恨著于程將二億元母親的遺產借給范守望。原來當日柯韻姿以巨款幫助范守望，背後于程才是最大功臣。于程回港後，先結識了柯韻姿，與之更成為好友。于程在好友身邊不斷聽著她的浪漫愛情故事。未料到這個浪漫愛情故事的男主角正正是自己曾經假結婚的范守望。
于程對於甚麼是愛情，仍然不太懂！她看見過母親為情傷而含恨而終，再看見柯韻姿為了真愛要枉死車輪之下，于程很想知道甚麼才是真正的愛情！是她欲探究父親對她的感情關係之外的第二個重要課題！清麗獨特的于程，自有她尋求心中答案的方法。恰巧地，對於于繼光及柯韻姿，同樣與范守望這個人牽上萬縷千絲的關係。于程於是選擇去了解范守望來探討她的兩大課題。范守望感激于程，故此接受于程任其助手的要求，與于程的感情亦開始慢慢滋長。范守望看準中港往來愈來愈密切的前景，計劃在深圳興建大型商場，再次與于繼光正面競爭，亦免不了受到于繼光暗中的破壞。范守望與于程並肩作戰，排除萬難，二人間的感情再度昇華。
另方面，白活被陶莉娟捧成為商界先知，如神般人人皆拜聽其經濟及市場的分析，視其理據為投資取向。白活的每一字一句，大有點石成金的威力。白活終於發覺錯信了陶莉娟，錯看了一些偽造的資料，錯誤地抨擊范守望，令范守望陷於于繼光的魔掌下，艱苦作戰。白活醒悟自己盲目地愛了一個不該愛的女人，後悔被蒙騙與范守望兄弟決裂。白活迷失了... 這時，李的已學有所成，成為廉政公署的臥底，潛在于繼光公司裡收集証據，還暗中將于繼光要謀害范守望的消息告知范守望。可惜事敗，李的慘死。
李的之死，范守望再痛失一位好友，不禁令他更加懷念起白活來。一幅由幾個好友合力完成的砌圖，蘊含著團結就是力量的深層意義。范守望決定主動找白活，希望白活能明白一切的誤會，重拾友誼，團結起來，對抗惡勢力。白活未料到范守望能夠以德報怨地對待自己，決定暗中與范守望聯手，先回到陶莉娟身邊，然後再伺機裡應外合，一起反擊于繼光。 這時，一項世界性大型渡假樂園（Wonderland）的興建計劃正要展開，由在亞洲甚麼國家或地區選址開始，已成為非常矚目，甚具爭議的大事。范守望看準香港大嶼山的前景，亦為了曾經許下的承諾，就是要完成人人開心歡笑的夢想，積極爭取將Wonderland建址該處。其時，白活假意接受陶莉娟的建議，成立公司，對抗范守望，落力爭取選址在泰國。其實暗地裡，致力令Wonderland在泰國興建的是于繼光。
白活與范守望已暗中合作，惟在Wonderland選址問題上，白活的分析，確實認為泰國要比香港的大嶼山合適不過，儘管二人聯手對付于繼光，但在范守望與白活之間，也是一次真正的實力交量。范守望與白活一起的確是無懈可擊，于繼光終於徹底失敗。走投無路的于繼光竟以女兒于程作為要脅，尤幸最後也能良心發現，自己性命救回于程。陶莉娟方面，須則真正所愛已經是白活，但已無顏面請求白活的原諒，惟有悄然而退。
致於Wonderland的選址爭奪戰中，意向在泰國的白活稍佔上風。無奈，一前史無前例的大型海嘯，將東南亞沿海地區受到嚴重的摧毀。最後香港成功當選，范守望得到勝利。兩雄相爭，誰勝誰負並沒有損害二人的友情... 范守望的事業達到最高峰... 可是，白活引退了，去過他喜歡的生活...
范守望繼續在事業上努力。然而，感情方面，范守望對於于程，由以為心仍繫於一個永遠沒法得到的柯韻姿上，故對在相處間有了感覺的于程，保持一定的距離。及至經歷許許多多之後，范守望已發覺不能沒有了于程，希望于程一直守護在他的身邊。可是，于程心想，與范守望之間到底是感情還是愛情？自己追求的又是甚麼？她得到過真正的愛情嗎？只有十六歲便與范守望假結婚的于程，多年來心繫著解開與父親之間的心結的于程，其實未有真正為自己所需所求而設想過。于程需要一點時間給自己，所以離開了。范守望默默祝福白活與于程，也利用生意上的得益造福人群。范守望回祖國建設、建校，向著未來的社會楝樑，講述自己過去的種種有趣經歷，宣揚博愛互助的信念，讓人人有夢想，人人有歡笑，亦讓自己寫下了一個傳奇

## 演員

### 主要演員
| 演員                   | 角色   | 關係/暱稱           |
| 吳鎮宇                 | 范守望 | 商人 范根之子       |
| 黃子華                 | 白 活  | 商人                |
| 陳慧珊                 | 陶莉娟 | 行政人員            |
| 張 庭 （配音：黄玉娟） | 葉 媚  | 社團大佬情人 掌舵人 |
| 曾 江                  | 范 根  | 中醫 范守望之父     |
| 李 強                  | 于繼光 | 商人                |

### 其他演員
| 演員                   | 角色   | 關係/暱稱    |
| 傅嘉莉                 | 小 敏  | 范守望前女友 |
| 崔 鵬                  | 李 的  |              |
| 周 樵 （配音：劉惠雲） | 柯韻姿 |              |
| 趙 榮                  | 范開心 |              |
| 馬 蘇                  | 尤 然  |              |
| 海俊傑                 | 陳家明 |              |
| 張 歡                  | 黃小強 | 輕度弱智     |
| 向小喬                 | 于 程  |              |
| 姜皓文                 | 蔣 雄  |              |
| 宋本中                 | 葉 南  |              |
| 鮑起靜                 | 莫淑娥 |              |
| 張 娜                  | 咪 咪  |              |
| 鄭錦榮                 | 向 東  |              |
| 陳保元                 | 駱 文  |              |
| 鄭恕鋒                 | 李巨富 |              |
| 李偉生                 | 柯萬全 |              |
| 梁 愛                  | 黃婆婆 |              |

## 收視
以下是本劇在香港首播的集數之播映紀錄：
| 集數  | 日期                    | 收視 |
| ----- | ----------------------- | ---- |
| 01-05 | 2005年12月5日-12月9日   | 7點  |
| 06-08 | 2005年12月14日-12月16日 |      |
| 09-13 | 2005年12月19日-12月23日 | 7點  |
| 14-18 | 2005年12月26日-12月30日 |      |
| 19-23 | 2006年1月2日-1月6日     |      |
| 24-28 | 2006年1月9日-1月13日    |      |
| 29-33 | 2006年1月16日-1月20日   |      |
| 34-35 | 2006年1月22日           |      |

## 批評
雖然故事盡力想描述香港人在1970年代的自強不息，但劇情卻有不少犯駁和脫離現實的地方，使不少年長的觀眾在觀看最初幾集時，由於劇情和當年的現實相差太遠而轉台。而編劇亦未能就三十年前所發生的事作足夠的考證。這被三十年前由甘國亮執導，同樣標榜香港社會變遷的另一套電視劇《輪流傳》比了下來(雖然後者因收視不敵競爭對手而被逼腰斬)。

## 外部連結
- 《大冒險家》官方網站
- 《大冒險家》各集劇情介紹

1. ↑  游艾維. . 星島日報. 2005-12-13: D03 （中文（香港））.
2. ↑  Irene. . 星島日報. 2005-12-29: D04 （中文（香港））.